# SN 1953D
SN 1953D – supernowa odkryta 8 marca 1953 roku w galaktyce NGC 3200. W momencie odkrycia miała maksymalną jasność 19,50m.